# John Thomas Hackett
Pour l’article homonyme, voir Hackett.
John Thomas Hackett (12 juin 1884-15 août 1956) est un avocat et homme politique fédéral du Québec.

## Biographie
Né à Stanstead en Estrie, il étudia au Séminaire Saint-Charles et à l'école de droit de l'Université McGill. Il sert entre autres comme membre du bureau des gouverneurs de l'Université McGill, bâtonnier de l'Association du Barreau de Montréal et président de la Société historique du comté de Stanstead.
Il tente une première fois de devenir député du Parti conservateur dans la circonscription fédérale de Stanstead en 1925. Élu en 1930, il fut défait en 1935. De retour à titre de député du Parti progressiste-conservateur du Canada en 1945, il est à nouveau défait en 1949.
En 1955, le premier ministre Louis St-Laurent lui a offert le poste de sénateur de la division de Victoria au Québec. Il est mort en fonction l'année suivante en 1956 à l'âge de 72 ans.